# Dębicz (powiat koniński)
Dębicz – wieś w Polsce położona w województwie wielkopolskim, w powiecie konińskim, w gminie Kramsk.
| SIMC    | Nazwa  | Rodzaj    |
| ------- | ------ | --------- |
| 0288389 | Podbór | część wsi |
| 0288395 | Ranna  | część wsi |
| 0288403 | Stukol | część wsi |

Dębicz wraz z jego częściami zamieszkuje 523 mieszkańców. Dębicz wraz ze swoimi częściami wsi oraz miejscowością Ksawerów Kramski tworzy sołectwo Dębicz. 
W latach 1975–1998 miejscowość należała administracyjnie do województwa konińskiego.